# Gurini csata
A Gurini csata 1915. április 29-én volt, melyre a kameruni hadjárat keretein belül került sor az első világháborúban, Gurinban, Brit Nigériában, a Német Kamerunnal szomszédos határvidéken. A csata az egyik legnagyobb német fosztogatás volt, mely a brit gyarmatot érte. A csata kimenetele végül a britek győzelmével zárult, akik sikeresen visszaverték a támadást.

## Háttere
1915-re a Kamerunban található brit erők főleg az ország déli és középső részén összpontosultak, melynek okán a nigériai határszakasz és környéke javarészt őrizetlen volt. Az 1914 augusztusában meghiúsult első garuai csata, Északnyugat-Kamerunban a német csapatoknak viszonylag szabad mozgásteret adott. Ez tette lehetővé a német erők garuai parancsnoka, von Crailsheim százados számára, hogy rajtaütéseket, fosztogatásokat kezdjen Brit Nigéria területén. Április végén a Crailshem által vezetett csapatok csatlakoztak Schipper százados erőihez, hogy megtámadják a határ túloldalán fekvő falut, Gurint. A települést egyetlen kör alakú erőd védte, 42 katonával, akiknek a parancsnoka Derek Pawle volt.

## A csata
1915. április 29-én hajnalban a német erők körbevették az erődöt Gurinnál. Még a csata elején Pawle százados életét vesztette. Emiatt a parancsnok helyettesnek,  Joseph F. J. Fitzpatricknak kellett átvennie a parancsnokságot. A németek öt géppuskát hoztak magukkal, amelynek tűzereje képes volt az erőd falait átütni.  Bár létszámban és tűzerőben a németek voltak fölényben, mégsem sikerült elfoglalniuk a gurini erődöt. Dél környékén, mintegy hét órányi heves összecsapást követően a németek visszavonulót fújtak. A britek vesztesége 13 fő volt, amely mintegy 30 százaléka volt az itt harcolóknak. A németek 40 afrikai és 5 európai katonája esett el.
A csata után a sérült Schipper századost a német csapatok dél felé elszállították. Crailshem pedig visszavezette a németek maradékát Garuába. A briteket meglepetésként érte a határsértés.

## Fordítás
Ez a szócikk részben vagy egészben  a   Battle of Gurin című angol Wikipédia-szócikk ezen változatának fordításán alapul.  Az eredeti cikk szerkesztőit annak laptörténete sorolja fel. Ez a jelzés csupán a megfogalmazás eredetét és a szerzői jogokat jelzi, nem szolgál a cikkben szereplő információk forrásmegjelöléseként.